# لقيمة العضد الوحشية
لقيمة العضد الوحشية (بالإنجليزية: Lateral epicondyle of the humerus)‏ هي بارزة محدودبة صغيرة مقوسة إلى الأمام، يرتكز عليها الرباط الجانبي الكعبري لمفصل المرفق، ووتر مشترك إلى منشأ العضلة الإستلقائية لبعض العضلات الباسطة: العضلة المرفقية، العضلة الباسطة، العضلة الكعبرية القصيرة الباسطة للرسغ، العضلة الباسطة للأصابع، العضلة الباسطة للخنصر، والعضلة الزندية الباسطة للرسغ.

## في الحيوان
في الطيور يكون للذراع استدارة إلى حد ما بالمقارنة مع رباعيات الأطراف الأخرى، ويُصطلح على ذلك بلقيمة العضد الظهرية (بالإنجليزية: dorsal epicondyle of the humerus)‏. في علم التشريح المقارن، يُستخدم مصطلح (بالإنجليزية: ectepicondyle)‏ أحيانا، حيث "ect" بادئة معناها: «خارِجِيّ».

## مرفق التنس
التهاب اللقيمة الوحشية (بالإنجليزية: lateral epicondylitis)‏ إصابة شائعة مرتبطة بلقيمة العضد الوحشية. تعرف تلك الإصابة باسم: مرفق لاعب التنس. إن الإفراط في الاستخدام المتكررللساعد، كما في لعبة التنس أو غيرها من الألعاب الرياضية، يمكن أن يؤدي إلى التهاب «الأوتار التي توصّل عضلات الساعد خارج المرفق. تتلف عضلات الساعد والأوتار من الاستخدام المفرط مما يؤدي إلى الألم خارج الكوع». قد يؤدي اصطدام الجزء الخارجي لمرفق اليد بقوة في شئ صلب مثل مقبض الباب الذي يكون ارتفاعه عادة مقارب لارتفاع مرفق الشخص البالغ، فتؤدي الرضّة إلى نشوء إصابة مرفق لاعب التنس إذا جائت الإصابة في أوتار العضلات.

## صور إضافية

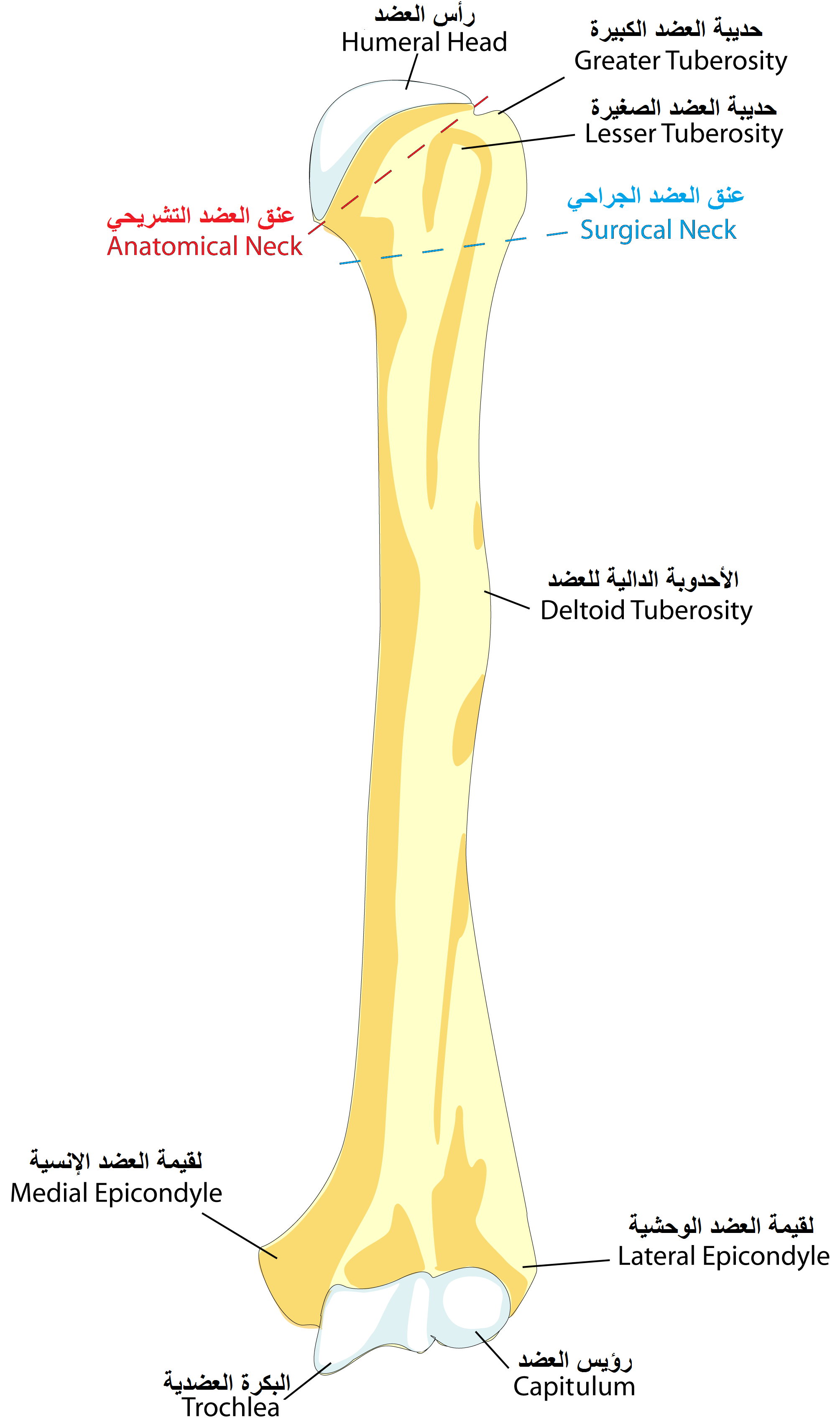
العضد الأيسر من الأمام.
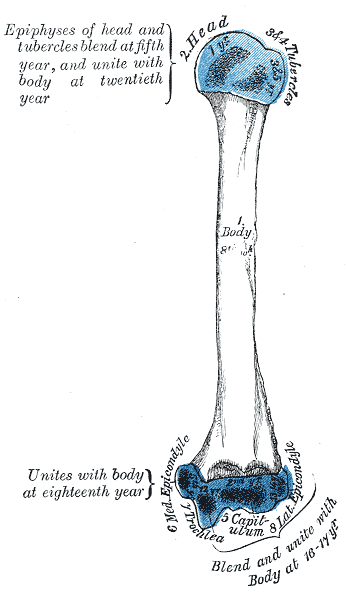
تعظم عظم العضد.
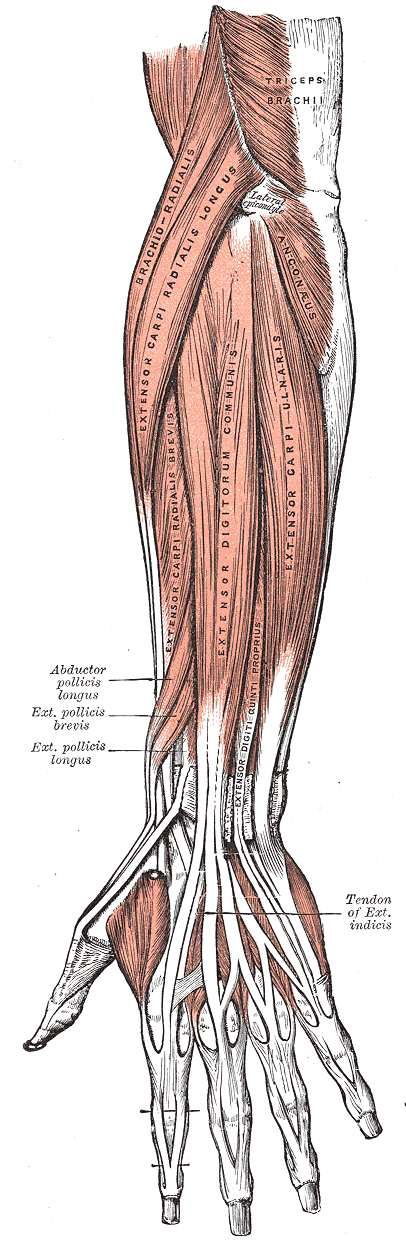
السطح الخلفي للساعد. العضلات السطحية.
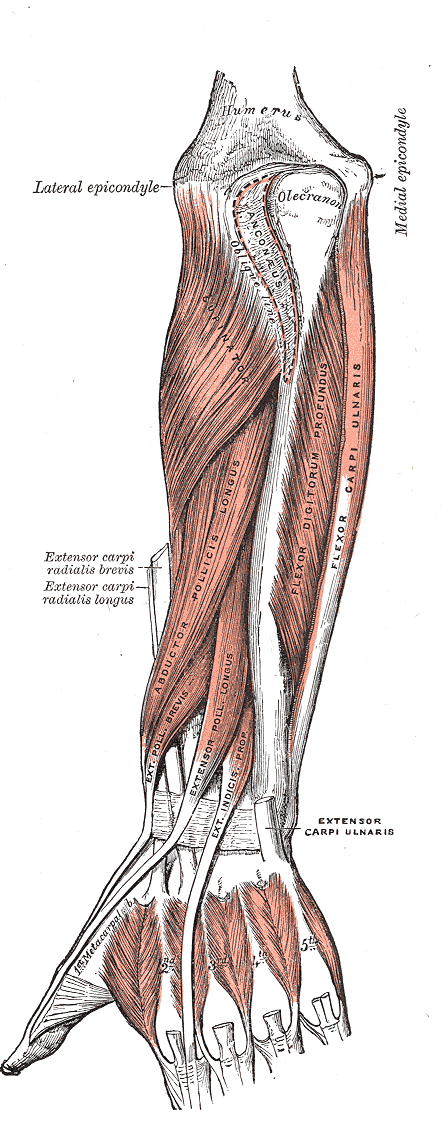
السطح الخلفي للساعد. العضلات العميقة.

## وصلات خارجية
- شكل تشريحي: 07:02-03 على موقع مركز سوني دونستات الطبي (تشريح بشري عبر الإنترنت).
- Bioweb at UWLAX aplab
- درسٌ تشريحي حول radiographsul مُعدٌ بواسطة ويسلي نورمان (جامعة جورجتاون). (xrayelbow)